# Rathgar
Rathgar är en stadsdel i Irlands huvudstad Dublin. Rathgar ligger 39 meter över havet och antalet invånare är 8 394.